# Wassaic
Wassaic est un hameau de la ville de Amenia située dans le comté de Dutchess, dans l'État de New York.

## Transports
Une gare du Metro-North Railroad s'y trouve, c'est le terminal de la Harlem Line.